# تجارت فردا
تجارت فردا هفته‌نامه اقتصادی چاپ تهران است که بر اقتصاد سیاسی و تحلیل اقتصاد ایران تمرکز دارد و از تیر ۱۳۹۱ منتشر می‌شود. علیرضا بختیاری صاحب‌امتیاز و مدیرمسئول این نشریه است و محمد طاهری سردبیری آن را بر عهده دارد. مخاطبان هدف این نشریه کنش‌گران اقتصادی، استادان دانشگاه و دانشجویان اقتصاد هستند.

## مصاحبه‌ها
این هفته نامه اقتصادی در شماره‌های ۱۵، ۲۱، ۳۴، ۳۵، ۳۶، ۳۸، ۵۴ و ۸۱ با اقتصاددانان سرشناس و برندگان جایزه نوبل اقتصاد از جمله گری بکر، توماس شلینگ، الوین راث، رابرت لوکاس، کنث ارو و یوجین فاما برندگان جایزه نوبل سرشناس علم اقتصاد گفتگوی اختصاصی داشته‌است. همچنین این نشریه با محمد یونس اقتصاددان بنگلادشی برنده جایزه نوبل صلح و دارون عجم اوغلو اقتصاددان مطرح ترک تبار گفتگوی اختصاصی داشته‌است. 
از فروردین ۱۳۹۳ این هفته نامه هر شش ماه یک بار وضعیت اقتصاد ایران را در قالب یک ویژه نامه تحلیل و منتشر می‌کند. اغلب وزرا و مقامات اقتصادی دولت در این ویژه نامه‌ها به تشریح دیدگاه‌ها و برنامه‌های خود می‌پردازند. اقتصاددانان مستقل نیز با صراحت به نقد عملکرد اقتصادی دولت می‌پردازند. در آخرین شماره سال ۱۳۹۵، سالنامه تجارت فردا با عنوان روی جلد «تراز تدبیر»، عملکرد دولت در حوزه‌های مختلف اقتصادی را بررسی کرده و در مهم‌ترین مطلب این ویژه‌نامه صاحب‌نظران به طرح و گفتگو دربارهٔ مسیر طی شده و مسائل پیش روی اقتصاد ایران پرداخته‌اند. موسی غنی‌نژاد، محمدمهدی بهکیش، مسعود نیلی و عباس آخوندی اعضای میزگردی بودند که در آن فارغ از مسوولیت‌های خود، به تحلیل دو موضوع یادشده پرداختند.

## شورای سیاست‌گذاری و هیئت تحریریه
اعضای شورای سیاست‌گذاری این نشریه، از فعالان اقتصادی مطرح و مقامات ارشد دولت یازدهم در ایران هستند که از میان آنان می‌توان از یحیی آل‌اسحاق، محمد نهاوندیان، عباس آخوندی، مسعود نیلی، فرهاد نیلی، محمد طبیبیان، داوود دانش جعفری، احمد دوست حسینی و محسن جلال پور نام برد.
تعداد زیادی از اساتید دانشگاه و اقتصاددانان جوان به عنوان تحلیل‌گر با این هفته نامه همکاری دارند. از جمله می‌توان به این اسامی اشاره کرد: علی ابراهیم‌نژاد، سجاد ابراهیمی،سعید اسلامی‌بیدگلی، رضا بوستانی، مولود پاکروان، سمیه توحیدلو، پویاجبل‌عاملی،حسین جوشقانی،علی چشمی، فرهاد خان‌میرزایی، محمدرضا داودالحسینی، محبوبه داودی، نوید رئیسی، حامد زرندی، داود سوری، علی شاکر، محمود صدری، سیدشمیم طاهری، مجید عینیان، محمدرضا فرحی، رامین فروزنده، علی فر‌حبخش، پویا فیروزی، مهدی فیضی، حمید قنبری،امیر کرمانی،هومن کرمی، محمد کوثری، محمد گرجی‌آرا، محمد ماشین‌چیان، رامین مجاب، میثم مظاهری، بهروز ملکی، فاطمه مهجوریان، پویا ناظران، نیما نامداری، فاطمه نجفی، مصطفی نعمتی، عطیه وحیدمنش
در این نشریه، رضا طهماسبی، هادی چاوشی، سایه فتحی، علی طهماسبی، فاطمه شیرزادی، شادی معرفتی،جواد حیدریان، هیرش سعیدی، مرضیه محمودی، ساره سیدناصری، محبوبه فکوری، حامد صاحبی، جواد طهماسبی، مولود پاکروان، الهام شیرمحمدی، محمدامین طباطبایی و محمد علی‌نژاد به عنوان اعضای هیئت تحریریه فعالیت دارند.
حامد قدوسی، حسین عباسی، علی دادپی، کامران مؤید دادخواه، فریدون خاوند، جواد صالحی اصفهانی، هادی صالحی اصفهانی، حسین عباسی ، و… که از جمله اقتصاددانان ایرانی موفق خارج از کشور هستند، در این هفته‌نامه مقاله می‌نویسند.

## تعداد شماره‌های هفته‌نامه
هفته نامه تجارت فردا در روز ۲۲ آبان ماه ۱۳۹۵، دویستمین شماره خود را به چاپ رسانید که به این مناسبت، شماری از اقتصاددانان، سیاستگذاران، مدیران بخش خصوصی، روزنامه‌نگاران و فعالان حوزه‌های مختلف و همچنین مخاطبان در قالب ارائه دویست نقطه نظر، به نقد این نشریه پرداختند.
تاکنون نوزده شماره از ویژه نامه‌های تجارت فردا منتشر و به عنوان ضمیمه تحلیلی، همراه با روزنامه دنیای اقتصاد توزیع شده‌است. در آخرین ویژه نامه تجارت فردا، با تیتر روی جلد «بار کج» به موضوع موانع تعامل اقتصاد با جهان پرداخته شده و محتوای اصلی ضمیمه مذکور به این سؤال پاسخ داده که آیا دولت می‌تواند بند و بست‌های صادرات را بگشاید؟